# Lynn Tan
Lynn Tan (Singapore, 24 febbraio 1988) è una modella singaporiana, eletta Miss Universo Singapore 2012 il 9 settembre 2012 presso il Shangri-La Hotel di Singapore.
La modella è stata incoronata dalla detentrice del titolo uscente, Valerie Lim ed ha inoltre vinto il titolo di Miss Body Beautiful e di Miss Sensational Smile.
L'anno precedente, Lynn Tan aveva anche vinto i concorsi FHM Model of the Year, Star Model Singapore Award ed Asia Model Festival Awards 2012 in Seoul ed aveva accumulato alcune esperienze come modella, lavorando per marchi come La Perla, Epson, SingTel ed Hilton.
Rappresenterà Singapore a Miss Universo 2012 il 19 dicembre a Las Vegas.